# Fidel LaBarba
Fidel LaBarba (ur. 29 września 1905 w Bronksie w Nowym Jorku, zm. 2 października 1981 w Los Angeles) – amerykański bokser wagi muszej i dziennikarz sportowy. W 1924 roku na letnich igrzyskach olimpijskich w Paryżu zdobył złoty medal.

## Kariera amatorska
Swoją karierę amatorską zaczynał w Elks Club, prowadzonym przez Carlo Curtissa, managera mistrza świata wagi ciężkiej Jessa Willarda. Pierwsza poważna gala wrestlingu i boksu z udziałem LaBarby została zapowiedziana przez dziennik Los Angeles Times na pierwszej stronie 18 września 1920 roku. Po zwycięstwie nad Dave’em Marineyem i zdobyciu mistrzostwa szkoły średniej został dostrzeżony przez Boba Howarda z Central Junior High School Jego sukcesy zaowocowały włączeniem do grupy bokserów prowadzonej przez trenera. Zakwalifikował się również do reprezentacji olimpijskiej. Zdobył złoty medal na igrzyskach olimpijskich w Paryżu, wygrywając w finale z Brytyjczykiem Jamesem McKenzie, po czym zakończył karierę amatorską.

## Kariera zawodowa
Swoją pierwszą zawodową walkę stoczył 14 października 1924. 22 sierpnia 1925 pokonał na punkty  Frankie Genaro. W 1927 roku zdobył tytuł mistrza świata pokonując Elky Clarka na punkty w 12 rundach. po zdobyciu tytułu poszedł na studia na Uniwersytet Stanforda. Po około roku powrócił do zawodowego boksu. Próbował zdobyć tytuł mistrza świata w wadze piórkowej, lecz 22 maja 1931 został pokonany przez Battlinga Battalino. W pojedynku o tytuł mistrza świata wagi junior lekkiej przegrał 9 grudnia 1932 z Kidem Chocolate. Ostatnią walkę stoczył w lutym 1933. Ogółem w 95 walkach zawodowych zwyciężał 69 razy, przegrał 15 razy, a 7 pojedynków zremisował (4 walki były no decision.
Podczas treningu przed walką z Kidem Chocolate doznał oderwania się siatkówki, w następstwie czego stracił wzrok w jednym oku  pomimo poddania się operacji.

## Późniejsze życie
Po zakończeniu kariery powrócił na uniwersytet, a po jego ukończeniu został dziennikarzem sportowym, pracował także dla Hollywood przy filmach związanych z boksem. Zmarł w Los Angeles.
W 1996 roku został wprowadzony do Międzynarodowej Galerii Sław Boksu.